# Rosenwinkel (Heiligengrabe)

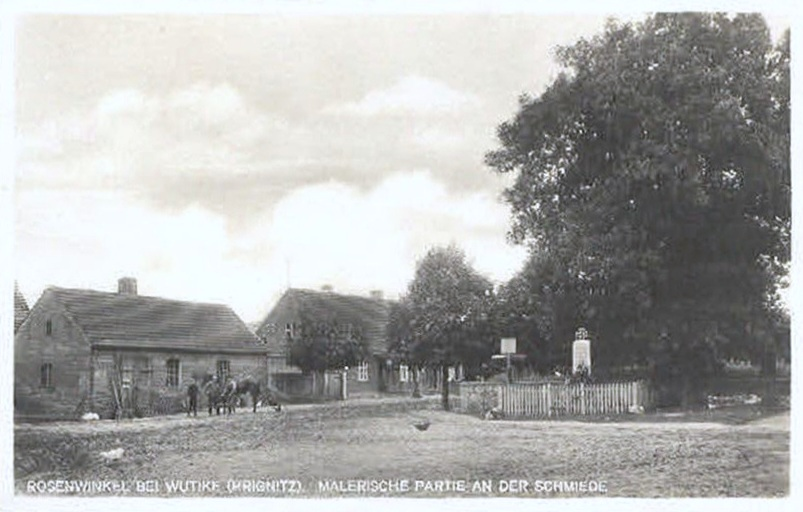
Dorfansicht um 1920, „malerische Partie an der Schmiede“

Rosenwinkel (historisch Rosenwinkel bei Wutike) ist ein Ortsteil der Gemeinde Heiligengrabe im Landkreis Ostprignitz-Ruppin in Brandenburg. Der Ort hat 137 Einwohner (Stand 31. Januar 2008). Er ist der kleinste Ortsteil der Gemeinde.

## Geographie
Der 2 km westlich gelegene Haltepunkt Rosenwinkel, der am 15. November 1901 eröffnet wurde, liegt an der Bahnstrecke Neustadt–Meyenburg.

## Geschichte
Das Dorf Rosenwinkel wird erstmals am 14. März 1462 zu Tangermünde urkundlich erwähnt: In dieser Urkunde bekennen Dietrich und sein Vetter Hans von Plessen, dass ihnen und ihren männlichen Lehnserben Markgraf Friedrich der Jüngere von Brandenburg, auch der Fette genannt, Burg und Stadt Freyenstein sowie die Dörfer Grabow und Rosenwinkel mit allem Zubehör für 950 Rheinische Gulden als erbliches Mannlehen verkauft hat.

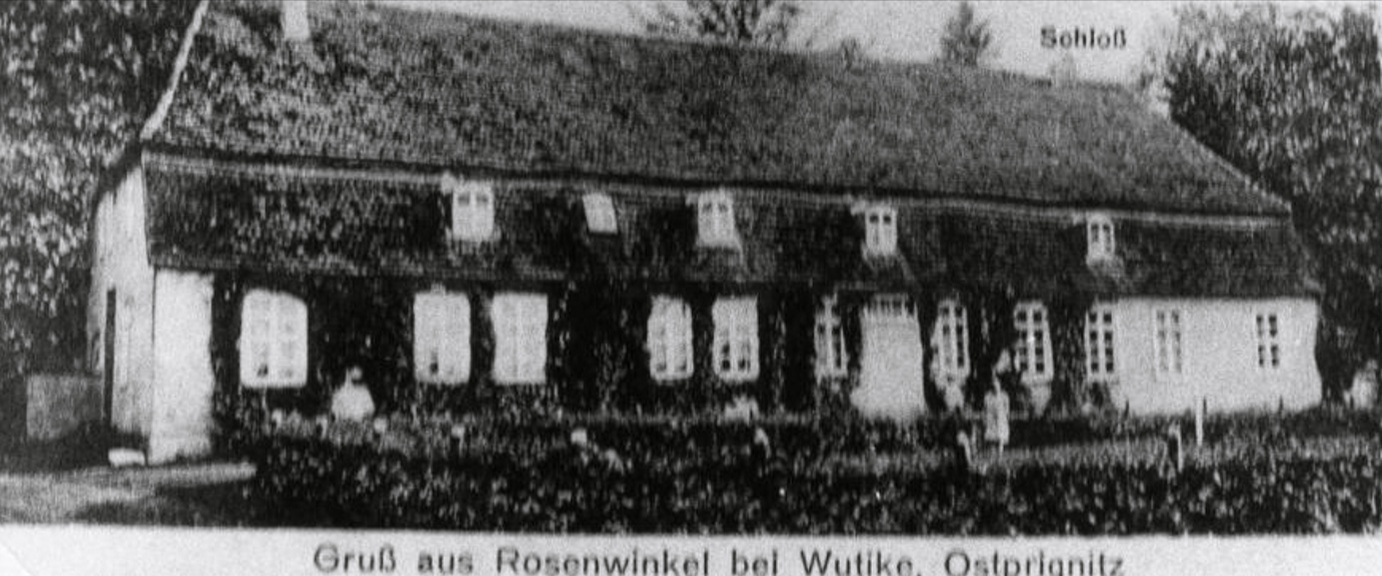
Ehemaliges Gutshaus Rosenwinkel

Ehemals das Rittergut Rosenwinkel besitzende adelige Familien waren die von Klitzing, von
Karstedt, von Pauli und von Freier sowie die Familie der Giere, Blueten, die
von Cosel, von Stille, von Blumenthal, von Platen und von Lüderitz.
Das zugehörige Gutshaus wurde 1945 und in den darauf folgenden Jahren zweckentfremdet und vom Gebäude Teile zur Gewinnung von Baustoffen abgetragen. Die bis Mitte des Jahres 1989 noch vorhandenen Gebäudefragmente wurden kurz danach vollständig entfernt.
Die heutige Fachwerkkirche wurde 1667 am Ort eines im Dreißigjährigen Krieg zerstörten Vorgängerbaus errichtet und 1769 um einen Fachwerkturm mit barocker Haube erweitert. 1972 erfolgte der Abriss dieses Turmes. Seit 2018 findet eine Komplettsanierung des Kirchengebäudes unter anderem mit Mitteln aus dem Staatskirchenvertrag statt.